# Wanderson Nogueira
Wanderson Luiz Cunha Nogueira (Nova Friburgo, 4 de agosto de 1981) é um jornalista e político brasileiro filiado ao Partido Democrático Trabalhista (PDT). Exerceu o mandato de deputado estadual na Assembleia Legislativa do Rio de Janeiro. Tem como base eleitoral a Região Serrana.
Como jornalista, atuou na Rádio Nova Friburgo e na InterTV (afiliada da Rede Globo) como comentarista de esportes, e ainda é colunista diário no jornal A Voz da Serra. Também é formado professor pelo Instituto de Educação de Nova Friburgo.
Em 2012 filia-se ao Partido Socialista Brasileiro visando uma vaga na Câmara Municipal de Nova Friburgo. É eleito com 976 votos (1,04% do total) e assume uma cadeira como vereador.
Em 2014, se candidata ao pleito para deputado estadual do Estado do Rio de Janeiro, para o mandato 2015–2019. Foi eleito com 20.073 votos, sendo 18.605 apenas da cidade de Nova Friburgo.
Em abril de 2016, anuncia a saída do PSB e o ingresso no Partido Socialismo e Liberdade. .Em Novembro do mesmo ano, é aprovado um projeto de sua autoria que limita os gastos de publicidade do Estado do Rio de Janeiro. Instituindo um limite de 0,01% do orçamento publico.
No dia 20 de fevereiro de 2017, votou contra privatização da CEDAE. Em novembro do mesmo ano, votou pela manutenção da prisão dos deputados Jorge Picciani, Paulo Melo e Edson Albertassi, denunciados na Operação Cadeia Velha, acusados de integrar esquema criminoso que contava com a participação de agentes públicos dos poderes Executivo e do Legislativo, inclusive do Tribunal de Contas, e de grandes empresários da construção civil e do setor de transporte.
Tentou o segundo mandato de Deputado Estadual nas eleições de 2018, mas obteve 19.073 votos e não conseguiu se reeleger. Antes de terminar o mandato, no início de 2019, anunciou sua desfiliação do PSOL.
Em 3 de fevereiro de 2020, foi eleito presidente do Partido Democrático Trabalhista de Nova Friburgo durante uma convenção realizada na Câmara Municipal da cidade.  No mesmo ano, se candidata a prefeitura de Nova Friburgo pela coligação formada por PDT e PSB.